# 洛靈科勒尼
洛靈科勒尼（英語：Loring Colony）是位於美國蒙大拿州菲利普斯縣的普查規定居民點。

## 人口
根據2020年美國人口普查的數據，洛靈科勒尼的面積為0.96平方千米，皆為陸地。當地共有人口48人，而人口密度為每平方千米50人。